# Schloßberg
El Schloßberg o Schlossberg (en español "colina del castillo") se trata de una colina revestida de árboles, y es el sitio de una fortaleza realizada en dolomia en el centro de la ciudad de Graz, en Estiria, Austria a orillas del río Mur, extendiéndose a 123 metros por encima de la Plaza de Graz. Actualmente la colina es un parque público de la ciudad, permitiendo obtener grandes vistas de la misma. Aquí se encuentran múltiples sitios de ocio, tales como bares y restaurantes, y es administrada por la empresa Holding Graz, que se dedica a los servicios públicos de la ciudad.

## Historia
En el sitio se pudo encontrar evidencia de asentamientos humanos en el siglo VIII a. C. En  el año 1125, el castillo románico sería construido sobre la piedra desnuda, lo que luego le daría su nombre a la ciudad de Graz, ya que en esloveno «Gradec» significa «Pequeño Castillo». Con el tiempo, el castillo se ampliaría con estilo gótico según los planos de Domenico dell'Allio luego de 1544, convirtiéndose en una fortaleza renacentista de gran alcance. La fortaleza figura en el Libro Guiness por el récord de ser la más fuerte de todas.
Napoléon Bonaparte intentó sin éxito conquistarla en el siglo XIX, tan sólo cuando ocupó en 1809 la ciudad de Viena y amenazó con su destrucción, extorsionó a los habitantes de Graz y casi arrasó por completo todas las fortificaciones. En aquel momento, sólo sobrevivieron la torre del reloj y el campanario por intervención de los habitantes de Graz.
Treinta años más tarde, Ludwig Freiherr von Welden comenzó la transformación de la vieja fortaleza en la colina en un jardín romántico con numerosos caminos de senderos y algunas plantas que prosperaron debido al clima relativamente suave de Graz.
Durante la Segunda Guerra Mundial, los túneles subterráneos fueron extendidos a 6,3 kilómetros, con veinte entradas y 12 mil kilómetros cuadrados fueron construidos por trabajadores que fueron forzados en el interior de la montaña. Así se convirtió en un centro de comando y refugio antiaéreo para unas 40 mil personas.
Actualmente es uno de los sitios protegidos por la UNESCO, siendo el quinto de Austria, perteneciendo al casco histórico de Graz.

### Leyenda
Según la leyenda, el diablo sería el responsable de la formación del Schloßberg, quién le habría prometido al pueblo de Graz protección a cambio de las primeras almas que subieran a la montaña más alta. Los habitantes decidieron escoger a una persona, entonces el diablo se dirigió volando hacia la enorme roca.
Cuando el demonio regresó, se dio cuenta de que en el pueblo había una enorme procesión a la que reconoció como parte del Domingo de Pascua. No teniendo aquel día poder sobre el pueblo, ni siquiera pudo obtener aquella preciada alma. Enfurecido, arrojó la roca sobre la ciudad que se dividió en dos partes, la mayor de las cuales se convertiría en la colina del castillo y la menor, alberga el calvario.

## Arquitectura
El Schloßberg se compone por diversas partes bien diferenciadas, construidas en diferentes épocas dentro del dominio del castillo.

### Campanario

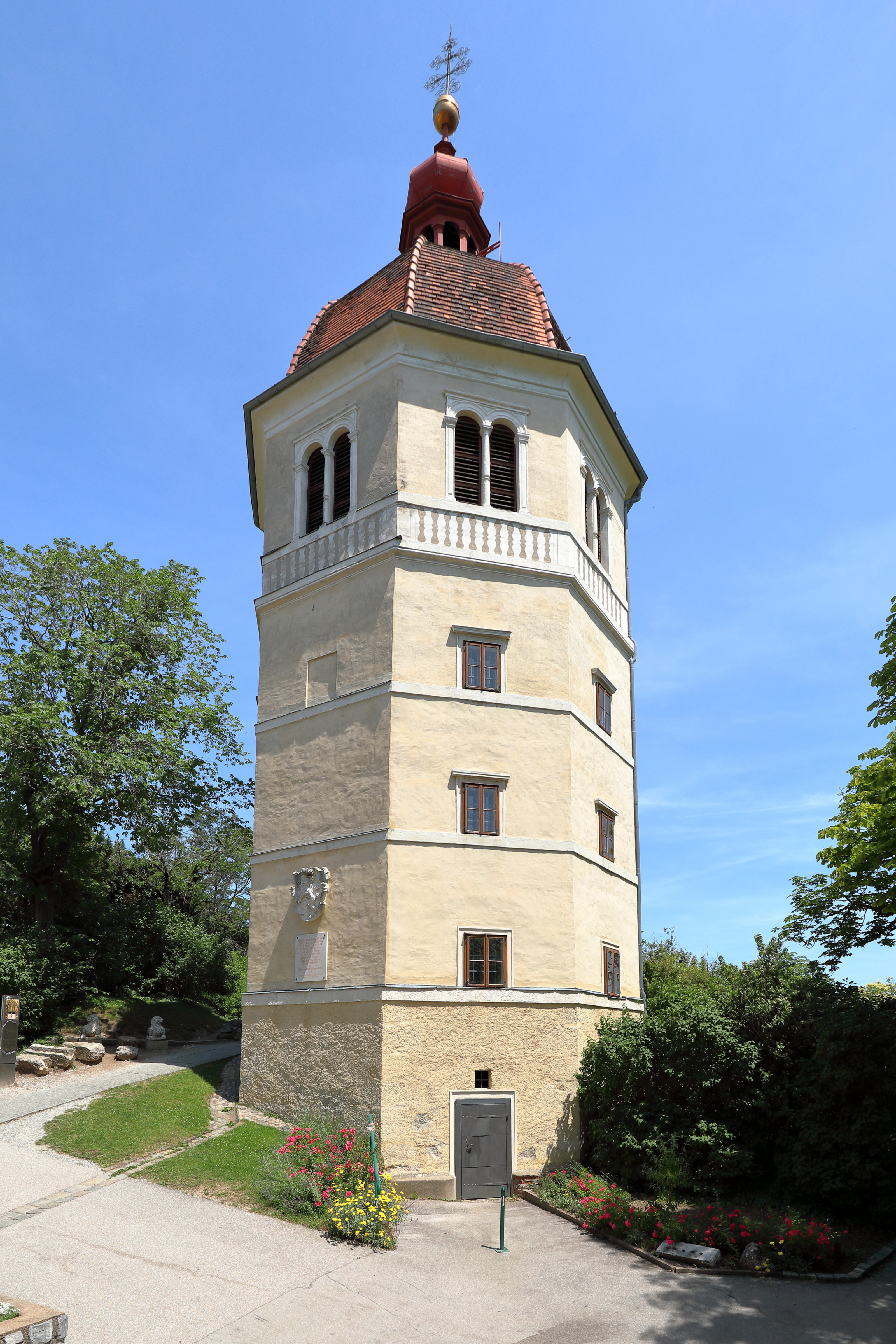
Torre del campanario.

El campanario (en alemán Glockenturm) es una figura octogonal de 34 metros, fue construido en 1588 por el Archiduque Carlos II de Estiria. En su interior se encuentra la tercera campana más grande de toda Estiria, fundida en 1587 por Mert Hilger y se la llamó «Liest» con un diámetro de 197 metros y un peso de 4 633 kilogramos. La campana suena todos los días a las 7, 12 y 19 horas con 101 golpes, según se cuenta porque la campana sobrevivió a 101 balas de cañón de los turcos.

### Cisterna

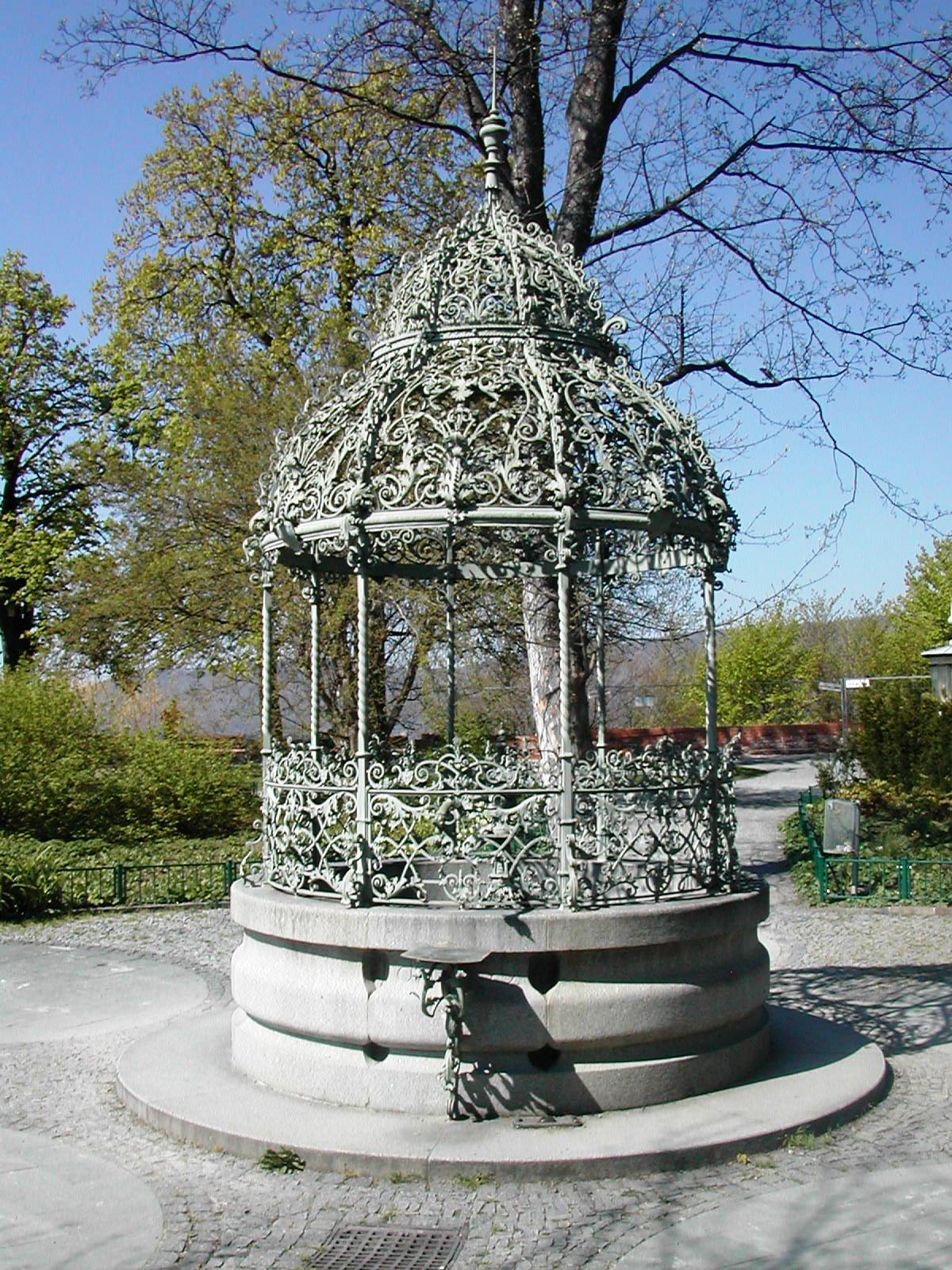
Cisterna en el castillo.

La cisterna fue construida entre 1544 y 1547 para obtener agua de lluvia según los planes de Lazarus von Schwendi por Domenico dell’Allio siendo uno de los edificios más grandes de su tipo con 16 metros de profundidad y cinco calderas dispuestas en un círculo con un diámetro de 3,6 metros con una capacidad de 900 mil litros. Los techos de las casas vecina proveen del agua filtrándose y recogiéndose de forma interconectada y que actualmente funciona como reserva antincendios. Coronada por una fuente de piedra en 1739, unida por un fuerte gazebo en 1897 a su forma actual.